# Louis Thiétard
Louis Thiétard (Anzin, Nord – Pas de Calais, 31 de maig de 1910 - Saint-Gilles-Croix-de-Vie, 21 de gener de 1998) va ser un ciclista francès que fou professional entre 1932 i 1950. Aconseguí una vintena de victòries, entre les quals destaquen dues etapes de la Volta a Espanya de 1942.

## Palmarès
- 1934
  - 1r de la París-Vimoutiers
  - 1r de la París-Hénin Liétard
  - 1r de la París-Laigle
- 1935
  - 1r al Tour del Doubs
  - Vencedor d'una etapa del Gran Premi Wolber
- 1937
  - 1r de la Polymultipliée
- 1938
  - 1r del Tour de Mosela
  - 1r del Circuit de Lorena
- 1939
  - 1r de la París-Caen
- 1942
  - 1r del Gran Premi de l'Auto
  - 1r de la trobada Franco-Belga
  - Vencedor d'una etapa del Circuito del Norte
  - Vencedor de 2 etapes del de la Volta a Espanya
- 1943
  - 1r del Gran Premi d'Aix en Provence
- 1945
  - 1r de la París-Caen
  - 1r del Gran Premi François Faber
- 1946
  - Campió de França de contrarellotge
  - 1r del Gran Premi d'Europa a Lió
  - Vencedor d'una etapa de la Volta a Suïssa
- 1947
  - 1r del Premi d'Arras
  - 1r del Premi de Moutiers

### Resultats al Tour de França
- 1935. 36è de la classificació general
- 1936. 13è de la classificació general
- 1937. Abandona (6a etapa)
- 1939. 17è de la classificació general
- 1947. Abandona (1a etapa)
- 1948. 8è de la classificació general
- 1949. Abandona (4a etapa)

### Resultats a la Volta a Espanya
- 1942. 15è de la classificació general i vencedor de 2 etapes